# Кубок Кремля 1993
Кубок Кремля 1993 года — международный мужской теннисный турнир, проходивший в Москве с 6 по 14 ноября в спорткомплексе «Олимпийский». Это был четвёртый в истории Кубок Кремля. Турнир имел категорию ATP World Series и был последним турниром этой категории в сезоне 1993 года (одновременно проходили турниры этой же категории в Буэнос-Айресе и Антверпене).
Призовой фонд составил 350 тыс. долларов США.
Второй год подряд в одиночном разряде победил швейцарец Марк Россе. Среди иностранцев только Марину Чиличу удалось дважды победить на Кубке Кремля в одиночном разряде (2014 и 2015). Среди женщин-иностранок дважды удалось победить лишь француженке Мэри Пирс (1998 и 2005).
Голландец Паул Хархёйс стал первым, кто дважды победил в парном разряде (до этого он побеждал на самом первом Кубке Кремля 1990).
Кубок Кремля 1993 стал последним турниром в профессиональной карьере выдающегося шведского теннисиста Бьорна Борга. 37-летний Борг в первом круге в упорнейшей борьбе уступил 2-му сеяному россиянину Александру Волкову со счётом 6:4, 3:6, 6:7(7:9). Волков после этой победы не вышел на матч второго круга.

## Соревнования

### Одиночный разряд
Марк Россе —  Патрик Кюнен — 6-4 6-3.
- Для немца Патрика Кюнена это был второй и последний финал турнира ATP в одиночном разряде в карьере.

### Парный разряд
Якко Элтинг /  Паул Хархёйс —  Ян Апелль /  Йонас Бьоркман — 6-1, отказ.
- Для 21-летнего шведа Йонаса Бьоркмана этот финал стал третьим в карьере в парном разряде (все 3 он проиграл). В дальнейшем Йонас ещё 93 раза играл в финалах турниров ATP, из которых выиграл 54 (в том числе 9 турниров Большого шлема). Через 7 лет, в 2000 году, Бьоркман выиграл и Кубок Кремля.